# Culicoides fulvus
Culicoides fulvus är en tvåvingeart som beskrevs av Nibedita Sen och Gupta 1959. Culicoides fulvus ingår i släktet Culicoides och familjen svidknott. Inga underarter finns listade i Catalogue of Life.